# 平針
平針（ひらばり）は、愛知県名古屋市天白区の地名。現行行政地名は天白町大字平針および平針一丁目から平針五丁目がある。住居表示未実施。

## 地理
平針一〜五丁目は名古屋市天白区東部に位置する。西は原一丁目、南は天白町大字平針、北東は日進市に接する。

### 河川
- 忠兵衛川
- 繁盛川

### 山
- 秋葉山（標高58m）

### 池沼
- 荒池

### 小字
- 荒池下（あらいけした）
- 上原（うえはら）
- 大堤下（おおつつみした）
- 大根ケ越（おおねがこし）
- 黒石（くろいし）
- 奴女里川（ぬめりがわ）
- 向之山（むかいのやま）

## 歴史
愛知郡平針村を前身とする。
1965年、当時の天白町大字平針字黒石に、県内5か所の運転免許試験場を統合した愛知県運転免許試験場（現平針南三丁目所在）が新設され、以来「平針」は運転免許試験場の所在地の地名ならびに通称として愛知県内では広く知られている。

### 町名の由来
比較的平らな土地を開墾したことを意味する平墾・平治（ひらはり）が転じたものであるとする。

### 沿革

#### 天白町大字平針
- 1889年（明治22年）10月1日 - 町村制に基づく愛知郡平針村が発足[1]。
- 1906年（明治39年）5月10日 - 合併に伴い、愛知郡天白村大字平針となる[1]。
- 1955年（昭和30年）4月5日 - 名古屋市昭和区に編入され、同区天白町大字平針となる[1]。
- 1975年（昭和50年）2月1日 - 天白区編入に伴い、同区天白町大字平針となる[1]。
- 1984年（昭和54年）7月22日 - 一部が原一・四〜五丁目および中平一〜二・五丁目となり、一部を御前場町・横町・原二〜三丁目へ編入[5][6][1]。
- 1986年（昭和61年）8月10日 - 一部が荒池一〜二丁目・向が丘二丁目・平針一〜五丁目となり、一部を原一丁目・中平一丁目へ編入[1]。
- 1988年（昭和63年）2月28日 - 一部が中平三〜四丁目および向が丘一・三丁目となり、一部を向が丘二丁目・平針三丁目へ編入[1]。
- 1989年（平成元年）11月19日 - 一部が高島一丁目となり[7]、一部を御前場町・中平一〜五丁目・向が丘一丁目・平針五丁目へ編入[5][1]。
- 1998年（平成10年）11月14日 - 一部が平針台一丁目となる[8]。
- 2004年（平成16年）10月9日 - 一部が平針南四丁目・平針台二丁目・緑区西神の倉二丁目となり、一部を平針台一丁目へ編入[WEB 6]。
- 2005年（平成17年）10月11日 - 一部が平針南一〜三丁目となり、一部を平針南四丁目へ編入[WEB 7]。
- 2009年（平成21年）11月7日 - 一部向が丘四丁目となり、一部を平針南二・四丁目へ編入[WEB 8]。
- 2011年（平成23年）11月5日 - 一部を荒池一丁目へ編入[WEB 9]。

#### 平針一〜五丁目
- 1986年（昭和61年）8月10日 - 天白町大字平針の一部により平針一丁目・平針四丁目・平針五丁目が、大字赤池および大字平針の各一部により平針二丁目・平針三丁目がそれぞれ成立する[1]。
- 1988年（昭和63年）2月28日 - 天白町大字平針の一部が平針三丁目に編入される[1]。
- 1989年（平成元年）11月19日 - 天白町大字平針の一部が平針五丁目に編入される[1]。
- 2011年（平成23年）11月5日 - 平針三丁目と荒池一丁目の間で境界を変更[WEB 9]。

## 世帯数と人口
2019年（平成31年）1月1日現在の世帯数と人口は以下の通りである。
| 丁目       | 世帯数    | 人口    |
| ---------- | --------- | ------- |
| 平針一丁目 | 1,281世帯 | 2,499人 |
| 平針二丁目 | 872世帯   | 1,572人 |
| 平針三丁目 | 976世帯   | 1,942人 |
| 平針四丁目 | 697世帯   | 1,421人 |
| 平針五丁目 | 405世帯   | 855人   |
| 計         | 4,231世帯 | 8,289人 |

### 人口の変遷
国勢調査による人口の推移
| 2000年（平成12年） | 8,755人 | [ WEB 10 ] |  |
| 2005年（平成17年） | 8,553人 | [ WEB 11 ] |  |
| 2010年（平成22年） | 8,285人 | [ WEB 12 ] |  |
| 2015年（平成27年） | 8,634人 | [ WEB 13 ] |  |

## 学区
市立小・中学校に通う場合、学校等は以下の通りとなる。また、公立高等学校全日制普通科に通う場合の学区は以下の通りとなる。なお、小・中学校は学校選択制度を導入しておらず、番毎で各学校に指定されている。
| 丁目       | 小学校                                      | 中学校                                  | 高等学校 |
| ---------- | ------------------------------------------- | --------------------------------------- | -------- |
| 平針一丁目 | 名古屋市立平針北小学校                      | 名古屋市立原中学校                      | 尾張学区 |
| 平針二丁目 | 名古屋市立平針北小学校                      | 名古屋市立原中学校                      | 尾張学区 |
| 平針三丁目 | 名古屋市立平針北小学校 名古屋市立平針小学校 | 名古屋市立原中学校 名古屋市立平針中学校 | 尾張学区 |
| 平針四丁目 | 名古屋市立平針小学校                        | 名古屋市立平針中学校                    | 尾張学区 |
| 平針五丁目 | 名古屋市立平針小学校                        | 名古屋市立平針中学校                    | 尾張学区 |

## 施設

### 平針一丁目
- 名古屋市立平針北小学校
- めばえ保育園[9]
- 劇団名芸

### 平針二丁目
- ピアゴ平針店
- 三菱UFJ銀行平針支店[9]・日進支店
- 名古屋平針郵便局

### 平針三丁目
- 名古屋銀行平針支店[9]
- 岡崎信用金庫平針支店
- 名古屋デンタル衛生士学院

### 平針四丁目
- 名古屋記念病院
- 曹洞宗秀伝寺[9]
- 平針保育園[9]

### 平針五丁目
- JA天白信用平針支店

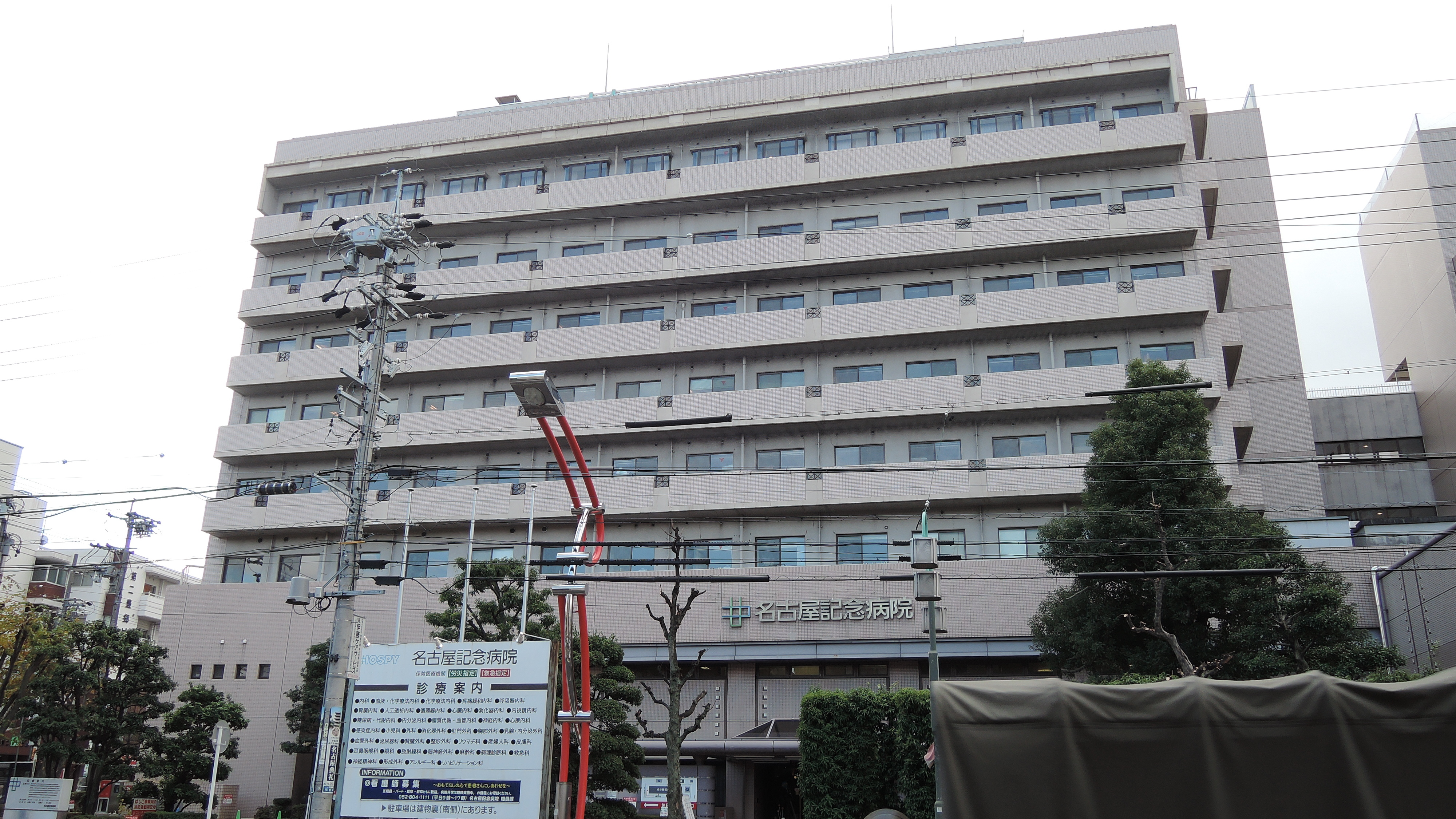
名古屋記念病院

### 天白町大字平針
- 名古屋市農業センター
- 平針東海健康センター（日進市赤池町にまたがる）
- 針名神社
- 慈眼寺

## 交通

### 鉄道
- 名古屋市営地下鉄鶴舞線 平針駅[9]

### 道路
- 愛知県道56号名古屋岡崎線（駿河街道、平針街道）[9]
- 愛知県道58号名古屋豊田線（飯田街道）[9]
- 愛知県道221号岩崎名古屋線

## その他

### 日本郵便
- 郵便番号 : 468-0011[WEB 3]（集配局：天白郵便局[WEB 16]）。